# Лунная соната (теплоход)
Лунная соната (до 2005 года — Маршал Рыбалко, до 2017 года — Зірка Дніпра, Zirka Dnipra, Зирка Днипра) — комфортабельный четырёхпалубный теплоход (типа Дмитрий Фурманов), проект 302/BiFa129M, построенный на немецкой судоверфи VEB Elbewerften Boizenburg/Roßlau в Бойценбурге, в ГДР) в 1988 году. С 20 сентября 2017 эксплуатируется под флагом Белиза. с 2018 года эксплуатируется под флагом РФ.

## История

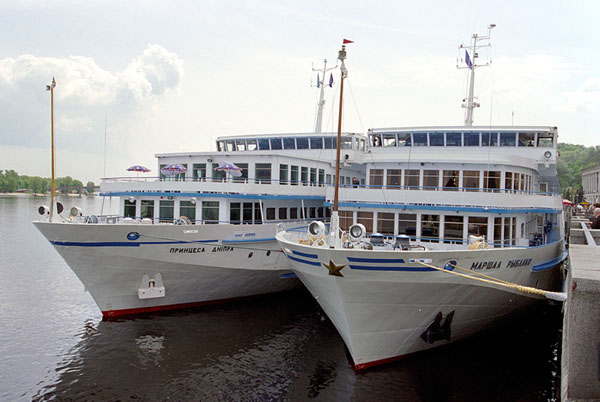
Принцеса Дніпра и Маршал Рыбалко

Судно под заводским номером 392 было построено в марте 1988 года на верфи VEB Elbewerften Boizenburg/Roßlau в (Бойценбурге, ГДР) и передано в находящееся в Херсоне Днепровское речное пароходство в 1988 году под именем Маршал Рыбалко. Днепровское пароходство, а позднее судоходная компания Червона Рута эксплуатировала судно, а также суда проектов 301 Принцеса Дніпра и 302 Генерал Ватутін на круизной линии по Днепру и Чёрному морю по маршруту Киев — Севастополь — Одесса с возвращением в Киев. Капитан теплохода Зірка Дніпра (по состоянию на 2012 год) — Владимир Биленко.

## На борту
Каждая из вмещающих 280 пассажиров 154 кают имеет душ, туалет и кондиционер. На борту теплохода Зірка Дніпра в распоряжении пассажиров два ресторана: Одесса на 84 посадочных места и Киев на 176 посадочных мест, бары: Одесса (84 места) и Панорама Бар (50 мест), а также сауна, салон красоты, сувенирный киоск, читальный салон.